# Мехмед Шевкет-эфенди
Шехзаде Мехмед Шевкет-эфенди (осман. شهزاده محمد شوكت‎; 5 июня 1872, Стамбул — 22 октября 1899, Стамбул) — сын османского султана Абдул-Азиза и его жены Несрин Кадын-эфенди.

## Биография
Мехмед Шевкет-эфенди родился 5 июня 1872 года в семье султана Абдул-Азиза и его четвёртой жены Несрин Кадын-эфенди. Османист Олдерсон писал, что у него была родная сестра Эсма-султан (1870/1873―1897). Харун Ачба писал, что Несрин Кадын-эфенди была матерью двух его сестёр — Эсмы-султан и Эмине-султан.
В правление отца был зачислен на службу на флот и 20 мая 1875 года получил звание капитана (юзбаши). 30 мая 1876 года султан Абдул-Азиз был свергнут с престола и 4 июня 1876 года был найден мертвым с перерезанными на запястьях венами. Племянник Абдул-Азиза султан Абдул-Хамид II воспитывал Мехмеда вместе со своими сыновьями. 
17 декабря 1883 года вместе с братьями Абдул-Меджидом-эфенди и Мехмедом-Сейфеддином, шехзаде Мехметом Селимом (сыном султана Абдул-Хамида II), Ибрагимом Тевфиком (внуком Абдул-Хамида II) и Мехметом Зияеддином Мехмед Шнвкет-эфенди прошёл процедуру обрезания.
Скончался 22 октября 1899 года в Стамбуле в довольно молодом возрасте — ему было 27 лет.

## Семья
Его единственной женой была Фатьма Рухназ Ханым-эфенди (родилась 2 января 1873). Они поженились 3 апреля 1890 года. У пары был один сын:
- Шехзаде Мехмед Джемаледдин-эфенди (28 октября 1890, Стамбул — 18 ноября 1946, Бейрут[7][неавторитетный источник])